# Kövy Sándor
Kövy Sándor (Nádudvar, Hajdú-Bihar vármegye, 1763. július 15. – Sárospatak, 1829. július 24.) református főiskolai jogtanár.

## Életrajza
Nemes Kövy Péter és Zöld Katalin fia. Alsóbb iskoláit szülőföldjén, a közép és felső tanfolyamot Debrecenben végezte, hol 1779. április 23-án írt alá az iskolai törvényeknek. Az akadémiai tanfolyamon 3 évig hallgatta a teológiai s bölcseleti tudományokat. 1782-ben Sarkadon lett tanító; innét két év múlva Pozsonyba ment jogot hallgatni, hol akkor Fleischaker Jakab, mint a hazai jog tanára, szaktekintély hírében állott. Mint jogvégzett a pesti királyi táblánál alkalmaztatott és ügyvédi oklevelet nyert. Itt nem az ügyvédeskedésből, mely hajlamainak nem felelt meg, hanem az előkelő családoknál nevelősködésből tartotta fenn magát. Ilyen minőségben ismerték és becsülték a Vayak, Telekiek és Bernáthok, akik akkor a sárospataki főiskola sorsára nagy befolyással voltak. Midőn azért a tiszáninneni egyházkerület 1793. július 7-én és több napjain tartott közgyűlésében, a hazai jog tanszékének fölállítását elhatározta: az új állomásra őt választotta meg. Kövy Sándor november 10-én érkezett Sárospatakra, a beiktatása 15-én történt. Beköszöntő beszédében a hazai jog hasznos és szükséges voltáról értekezett. Kövy kiváló tanári képességgel bírt; egész lényében s modorában mindaz megvolt, ami tisztelet és rokonszenvet ébresztett; kötelesség teljesítésében buzgó, lelkiismeretes és fáradhatatlan és e mellett ritka előadási képességgel és közlési ügyességgel bírt. Tanári híre csakhamar elterjedt az országban és fényt árasztott a sárospataki főiskolára. Terhes tanári elfoglaltsága s magánórák adása mellett, elöljáróságának a sokszor bonyolult peres ügyeiben időnként jogi véleményeket is adott; mégis maradt ideje arra is, hogy szakmáját irodalmilag művelje. Mint jogtudós, úttörő, irányadó munkásságot fejtett ki és saját iskolát alapított, melynek hívei egész 1848-ig kimutathatók jogi irodalmunkban. Országos hírét, tekintélyét bizonyítja az is, hogy tagjává választották annak a bizottságnak, mely a Magyar Tudományos Akadémia alapszabályait készítette el. Szabolcs, Zemplén, Ung megyék és a keszthelyi Helikon táblabírójukká választották. Előadásait latin nyelven tartotta. E nyelv szépségeit nem átallotta magasztalni még a magyar nyelv rovására is. A nyelvújításnak nagy ellensége volt. Azok közé a pataki tanárok közé tartozott (Láczai Sz. József, Rozsgonyi József), akik a Kazinczy eljárásban s modorában megbotránkoztak, akik a dunántúliakkal tartva, a Mondolat kiadását örömmel fogadták. Gyengülni érezvén erejét, 1829. április 23-án és ismételten július 13-án beadta lemondását, melyet az egyházkerület, vonakodva bár, végre elfogadott. Meghalt 1829. július 24-én Sárospatakon. Mindjárt halála után tanítványai gyűjtést indítottak, hogy sírját egy Ferenczy István által carrarai márványból készítendő emlékszoborral jelöljék meg. A gyűjtés nem vezetett eredményhez, a sír jeltelenül maradt. Nem volt eredménye azon felhívásnak sem, melyet egyik hálás tanítványa, Kachelmann János 1854-ben oly célból intézett, hogy mesterük halálának 25. éves évfordulóját hozzá méltóképpen ünnepeljék meg. Emlékét egy 400 forintos alapítvány is őrzi a sárospataki főiskolában, amelyet nevére Okolicsányi Viktor hunfalvi birtokos 1860. október 31-én tett.
Cikkei a Felső-magyarországi Minervában (1826. Magyar törvényt illető régiségek és újságok töredékei, VI. Károly császár és azon néven III. magyar király diák versei s némely visszaemlékezések a poesisről, vagy csak a versírásról, s annak becsülete, 1827. Magyar hazánk tudományos intézeteinek az angol collegiumokkal közgyengeségekről.)

## Munkái
1. Magyar törvények rövid summája gyermekek számára. Pozsony, 1798. (Tankönyvül szolgált 1848-ig a sárospataki gymnasium alsóbb osztályaiban és több kiadást ért. Tótul: Tablič Bohuslav által ford. Vácz, 1801. Ism. Annalen der Österr. Literatur 1802. 54. sz. és N. Annalen 1809. 1. 195. 1.)
2. Elementa jurisprudentiae Hungaricae, Loco manuscripti edita. Cassoviae, 1800. (Névtelenül: 1804., 1807., Sárospatak 1814., 1817. Névvel: 1823., 1830., 1835. Fogarasi János, egykori tanítványa, magyar fordításban, átdolgozva kiadta Magyarhoni magános törvénytudomány elemei c. Pesten 1839., 2. kiadás 1840., 2. jav. kiadás: Magyar közpolgári tudomány elemei c. 1842., 4. jav. k. 1842. 5. jav. k. 1845., 6. jav. és bőv. k. 1847. Uo.)
3. Ill. dno Gabrieli Lonyay de Eadem et Vásáros-Namény. incl. comitatus Zempliniensis ord. v. comiti, dum in dominium Barátszer solemniter introduceretur die 15. Decembris, anno 1808. S-Patakini (Költemény).
4. Ratio jurisprudentiae hungaricae, cum quibusdam locis ejus obscuris, ad ductum Institutionum Kelemenianorum prospositis. Viennae. 1817. (Kelemen munkájának birálata. Kelemennek védelmére kelt Szlemenics ily cz. röpiratában: Discussio opusculi, cui nomen: Ratio jurisprudentiae ... Posonii, 1817. és Grusz Antal ily cz. Disquisitio Rationis jurisprudentiae hung. Pestini, 1817.)
5. Rationes rationis jurisprudentiae hungaricae seu responsio ad discussionem Szlemenicsianum et disquisitionem Gruszianam. (Patakini) 1819. (Ebben Szlemenicsnek és Grusznak felel és bebizonyítja, hogy a Ratio szerzőjének több rendbeli megjegyzéseit maga Kelemen is hasznára fordította említett munkájának 1818. II. kiadásában. Erre az utolsó szót Szlemenics Pál adta ily cz. Aliquid ad rationes juris-prudentiae hungaricae. Posonii 1820. (Föntebbi tankönyvei és röpiratai névtelenül jelentek meg.)
6. Summarium elementorum jurisprudentiae hungaricae. Uo. 1822. (Kézirata 1820. a magyar n. múzeumban.)
7. A magyar polgári törvény Uo. 1822. és 1837. (A Marczibányi-jutalommal kitüntetett mű. Ism. Hazai Külf. Tudósítások 1823. 9. sz.
8. Ode ad ill. dnum Josephum Szilasy de Eadem et Pilis, dum officii supremi comitis administrationem in comitatu Zempliniensi, adiret, S.-Patakini, 1825.
9. Illustr. dno comiti Josephi Teleki de Szék. incl. tag. reg. judiciariae baroni, ecclesiarum evang. h. c. per districtum Cis-Tibisc. et collegii S. Patakiensis supr. curatori, supremi comitis provinciae Csanadiensis dignitatem gratulatur A. K. Uo. 1828. (Költ.)
10. In honorem exc. ac ill. dni Adami Revitzky de Revisnye, i. comitatus Borsod. supremi comitis. Uo. 1828. (Költ.)
11. Exc. dno comiti Antonio Cziráky de Eadem et Dienesfalva. judici curiae regiae... Hely és év n. (Költ.)

Magyar levelei: Vay József iskolai főgondnokhoz. S.-Patak, 1797. okt. 5. Szathmáry József superintendenshez 1829. ápr. 11. (Sárospataki Lapok 1893. 47. sz.)
Kézirati munkája: Conspectus iuris ecclesiastici. 8r. 356 lap és Conspectus scientiarum politico-cameralium 71 lap. (Almási Balogh Páltól került a budapesti egyetemi könyvtárba); Magyar törvényt illető régiségek és ujságok töredékei, ívr. 4 levél, Introductio in jus ecclesiasticum, 8r. 458 lap, Panegyris honori Francisci Austriae imperatoris Agusti, 4r. 41 lap.
Arcképe, olajfestés: mintegy 50 éves korából a sárospataki főiskola könyvtárában őriztetik; rézmetszet 1829-ből névtelentől.